# آيت بيوض (بيزضاض)
آيت بيوض هي إحدى مشيخات المملكة المغربية، تتبع جغرافيا لإقليم الصويرة وإداريًا لبيزضاض. يقدر عدد سكانها بـ 3202 نسمة حسب الإحصاء الرسمي للسكان والسكنى لسنة 2004.